# Кедр сибірський (втрачена)
 Ботанічна пам'ятка природи «Кедр сибірський» (втрачена) — об'єкт природно-заповідного фонду, що був оголошений рішенням Сумського Облвиконкому № 429 27.07.1977 року на землях Глухівського лісгоспзагу (с. Обложки). Адміністративне розташування — Глухівський район, Сумська область.

## Характеристика
Площа — 0,01 га.
Об'єкт на момент створення був унікальним деревом, занесеним до Червоної книги УРСР.

## Скасування
Рішенням Сумської обласної ради № 1341/98 09.12.1998 року пам'ятка була скасована.
Скасування статусу відбулось по причині висихання дерева.
Вся інформація про створення об'єкту взята із текстів зазначених у статті рішень обласної ради, що надані Державним управлянням екології та природних ресурсів Сумської області Всеукраїнській громадській організації «Національний екологічний центр України» ..